# Décoré !
Décoré ! est une nouvelle de Guy de Maupassant, initialement publiée dans la revue Gil Blas du 13 novembre 1883, sous le pseudonyme de « Maufrigneuse », puis dans le recueil Les Sœurs Rondoli en 1884. Elle a pour sujet principal l'histoire d'un homme obsédé par la légion d'honneur.

## Résumé
Depuis son enfance, M. Sacrement est obsédé par le désir d’être décoré. Marié et vivant bourgeoisement à Paris, cette pensée ne le quitte plus et, lors de ses promenades, il regarde avec une jalousie exaspérée les gens décorés qu'il rencontre sur le boulevard.
N’ayant même pas le baccalauréat et ne remplissant aucune fonction publique, il n’a aucun espoir d’obtenir la Légion d’honneur. Il caresse alors l'idée d'obtenir les Palmes académiques et demande à sa femme d'en parler au député Rosselin qu'elle compte parmi ses amis. Rosselin lui fait savoir que M. Sacrement doit faire la demande au ministre en énumérant ses titres. N'en ayant aucun, M. Sacrement se met à la besogne et rédige un article sur "l'instruction des enfants par les yeux", puis un projet de "bibliothèque des rues". Il envoie ces essais aux journaux, aux députés, aux ministres, et même au président de la République, mais ne reçoit aucune réponse. 
Pendant ce temps, le député Rosselin est devenu un familier de la maison et semble maintenant s'intéresser au succès de M. Sacrement. Il lui donne des conseils, lui même étant décoré, et l'encourage à persévérer dans ses études. Il lui a même obtenu une mission pour le compte du comité des travaux historiques : il s'agit de recherches à faire dans diverses bibliothèques de France. Huit jours plus tard, M. Sacrement part donc sillonner la province, allant de ville en ville, étudiant les catalogues et fouillant les greniers poussiéreux.
Un soir, comme il se trouve à Rouen, il veut aller embrasser sa femme qu'il n'a pas vu depuis une semaine. Il rentre sans prévenir et sans faire de bruit, tout heureux de lui faire une surprise. Il l’appelle, elle est enfermée dans sa chambre. Il l'entend sauter du lit, parler seule, traverser plusieurs fois sa chambre rapidement et secouer les meubles. Mme Sacrement lui ouvre, livide, et se jette sur son coeur en balbutiant "Oh ! quelle terreur ! quelle surprise, quelle joie ! ". Commençant à se dévêtir, il découvre sur une chaise un pardessus dont la boutonnière porte le ruban rouge de la Légion d'honneur. Sa femme, éperdue, essaie de lui arracher des mains. Stupéfait et fou de colère, il veut savoir à qui est ce pardessus qui n'est pas le sien et ce qu'il fait dans la chambre de son épouse. Après quelques bégaiements peu convaincants, Mme Sacrement finit par lui crier à la figure que c'était un secret, que ce paletot tout neuf est le sien, qu'elle lui a fait faire, et qu'il est enfin "décoré ! " grâce à M. Rosselin. 
M. Sacrement n'en croyant pas ses oreilles et à moitié défaillant, est obligé de boire un verre d'eau. Il remarque une carte de visite tombée de la poche du pardessus sur laquelle est marqué "Rosselin - député" . "Tu vois bien", dit sa femme. Et il se met à pleurer de joie.
Huit jours plus tard, M. Sacrement est nommé chevalier de la Légion d'honneur pour services exceptionnels.

## Éditions
- Décoré !, dans Maupassant, Contes et Nouvelles, tome I, texte établi et annoté par Louis Forestier, éditions Gallimard, Bibliothèque de la Pléiade, 1974  (ISBN 978 2 07 010805 3).